# Завал виробки
Завал виробки (рос. завал выработки, англ. fall, fall of roof, cave-in, goaf, gob, нім. Zubruch(e)gehen n eines Grubenbaus) – довільний вивал у діючу гірничу виробку великих мас породи з перекриттям її перерізу, що викликає руйнування кріплення виробки та порушення технологічного процесу виїмки корисної копалини.